# François-Timoléon de Choisy
François-Timoléon de Choisy, Abbé de Choisy, (16 d'agost de 1644, a París – 2 d'octubre de 1724, a París) fou un abat i escriptor francès que és conegut també per la seva pràctica del transvestisme, al que probablement l'abocà la seva mare.
Destaquen les seves memòries, les del regnat de Lluís XIV (Mémoires pour servir l'histoire de Louis XIV) i les que tracten del seu transvestisme (Mémoires de Madame la comtesse des Barres, à madame la marquise de Lambert, Mémoires de l’abbé de Choisy habillé en femme).

## Biografia
François-Timoléon de Choisy fou el quart i últim fill de Jean III de Choisy i Jeanne-Olympe Hurault de l'Hospital. Jean III de Choisy fou senyor de Balleroy (nascut l'any 1598, mort a Blois el 20 de febrer de 1660), un conseller d'Estat, intendent del Llenguadoc, canceller de Gaston de Orléans, duc d'Orléans. La seva mare (1604-1669), era neta de Michel de L'Hospital i amiga íntima de la reina de Polònia, Marie Louise Gonzaga. La seva mare el vestí sovint de noia fins a l'edat de divuit anys tot formant part de la cort de la reina Anne d'Àustria i el va introduir en l'entorn social de Felip de França, duc d'Orléans, germà de Lluís XIV de França. De Choisy explica que la reina li va deia: 
| « | Escolteu, fill meu; no cerqueu la glòria i penseu que sou un burgès. Sé bé que els vostres pares, que el vostre avi era «maître des requêtes», conseller d'estat; però apreneu de mi, que a França només es reconeix la noblesa d'espasa. | » |

De 18 a 22 anys, estudia filosofia i teologia a La Sorbona i l'any 1663 obtingué el càrrec d'abat (abbé) així com els ingressos temporals lligats a l'abadia de Saint-Seine, a Borgonya. Els anys que van des de la mort de la seva mare (1669) i la seva conversió religiosa (1683), portà una vida dissoluta. Anys després va reprendre el transvestisme, amb l'assessorament –sens dubte satíric– de Madame de La Fayette. En aquesta època residí en el barri de Sant-Médard, amb els encoratjaments del seu capellà i l'aprovació del bisbe, amb el nom de «Mme de Sancy»; un dia, el duc de Montausier, anomenat «Rabat-joie», del qual es diu que va inspirar El misantrop de Molière, estant a l'òpera, la rebutjà en públic. De Choisy s'allunyà de París, a Bourges (al Castell de Vouzay, anomenat llavors Crespon), on es fa passar per a una rica vídua sota el nom de «comtessa de les Barres» (1670-1671). Allà seduí disfressada de dona a joves de bona família i artistes –com Montfleury i Mondory–; aquestes aventures les va explicar en les seves Mémoires de l’abbé de Choisy habillé en femme ("Memòries de l'abat de Choisy vestit en dona"). Després, de 1672 a 1674, torna a París on es dona a conèixer amb el nom de Madame de Sancy.
A 23 anys, la seva família el va persuadir perquè renunciés a transvestir-se; va cap a Venècia on, abandonant-se a la seva altra passió, ho perdé tot en el joc. Tornà arruïnat a França on la seva relativa pobresa l'obliga a viure del seu estatus eclesiàstic. L'any 1676, visita Roma formant part del seguici del cardenal de Bouillon. Durant aquest viatge es va familiaritzar amb Daniel de Cosnac, bisbe de Valence.
L'agost de 1683 va caure molt malalt i va estar a punt de morir; llavors, va decidir fer un canvi de vida. Es retirà un any al seminari de les Missions estrangeres de París. Des de març de 1685 fins a juny de 1686 acompanyà el cavaller Alexandre de Chaumont a una missió a Siam, a la cort del rei Narai (1629-1688). El 10 de desembre de 1685 fou ordenat sacerdot per Louis Laneau, bisbe de Métellopolis. Conta el seu periple a un molt viu Periòdic de viatge al Siam. Al seu retorn a França, l'any 1689, li concedeixen el priorat de Sent Benet de Saut i el deganat del capítol de la catedral de Notre-Dame de Bayeux, l'11 d'abril de 1697.

### Obra literària
L'agost de 1687 és rebut per l'Acadèmia francesa i col·labora amb Charles Perrault en la redacció dels Opuscules sur la langue française ("Opuscles sobre la llengua francesa"). Escriu una breu biografia sobre una dona rellevant, parenta seva, la benefactora Mme de Miramion.
La seva obra potser més destacada és la descripció de moments memorables del regnat de Lluís XIV, Mémoires pour servir l'histoire de Louis XIV ("Memòries per explicar la història de Louis"). Redacta un cert nombre d'obres històriques i religioses dels quals una voluminosa Histoire de l’Église ("Història de l'Església") en 11 volums. En acabar-la, va comentar amb humor: «He acabat, gràcies a Déu, la història de l'Església; vaig corrents a estudiar-la.» L'escriví, segons sembla, aconsellat per Bossuet. Les seves dues memòries, les del regnat de Lluís XIV i les que tracten del seu transvestisme, estan escrites amb gràcia i un sentit penetrant de gestos i actituds. De vegades s'observa en Choisy, amb menys d'intensitat, l'habilitat del retrat, de l'animació de Sant-Simon.
A la seva mort, els seus escrits van passar a mans del seu parent, el marquès d'Argenson, que els reagrupà en tres volums de manuscrits que, als seus criteri, mereixien ser conservats. L'abbé d'Olivet realitza una còpia d'aquest manuscrit, que apareix a Utrecht l'any 1727 amb el títol Mémoires pour servir à l'histoire de Louis XIV. L'any 1736 aparegueren també cinc fragments relatius a les seves aventures disfressat de dona amb el títol de Mémoires de Madame la comtesse des Barres, à madame la marquise de Lambert Hi ha experts, però, que pensen que es tractarien potser de memòries apòcrifes.

## Obres
- Quatre dialogues. I. Sur l'immortalité de l'âme. II. Sur l'existence de Dieu. III. Sur la providence. IV. Sur la religion (amb Louis de Courcillon de Dangeau), París, Sébastien Mabre-Cramoisy, 1684.
- Interprétation des Psaumes avec la Vie de David, París, Sébastien Mabre-Cramoisy, 1687 (reimpressions el 1690 i 1692)
- Journal du voyage de Siam fait en 1685 et 1686, París, Sébastien Mabre-Cramoisy, 1687 ; 1688 ; 1740, text en línia a Gallica ; reedició, amb un estudi de Maurice Garçon, col·lecció "Aventures et voyages", Éditions Duchartre et Van Buggenhoudt, 1930 ; edició crítica de Dirk Van der Cruysse, 1995) ; reed. Orchid Press, 1999, ISBN 974-8299-65-1.
- Recueil de plusieurs pièces d'éloquence et de poësie présentées à l'Académie française pour les prix de 1687, donnez le jour de S. Louis de la mesme année, avec les discours prononcez le mesme jour (par MM. l'abbé de Choisy et de Bergeret) à la réception de M. l'abbé de Choisy en la place de M. le duc de Saint-Aignan, París, Pierre Le Petit, 1687
- La Vie de Salomon, París, Claude Barbin, 1687.
- Les Pensées chrétiennes sur divers sujets de piété, París, Claude Barbin, 1688.
- Histoire de France sous les règnes de Saint Louis… de Charles V et Charles VI, 1688-1695.
  - Histoire de Philippe de Valois et du roi Jean, París, Claude Barbin, 1688.
  - La Vie de Saint Louis, París, Claude Barbin, 1689.
  - Histoire de Charles cinquième, roi de France, París, Antoine Dezallier, 1689.
  - Histoire de Charles VI, roi de France, París, Jean-Baptiste Coignard, 1695.
- De l'imitation de Jésus-Christ, nova traducció, París, Antoine Dezallier, 1692.
- Histoire de la marquise-marquis de Banneville, nova edició, apareguda a le Mercure Galant, 1695.
- La Vie de Madame de Miramion, París, Antoine Dezallier, 1706, (reimpressió el 1707).
- Histoires de piété et de morale, par M. L. D. C., París, Jacques Étienne, 1710.
- Les plus beaux événements de l'histoire sacrée et de l'histoire prophanes rapportés à la morale par M. l'abbé de Choisy, París, Jacques Étienne, 1711.
- La Nouvelle Astrée, París, Nicolas Pépie, 1712. Es tracta d'una adaptació de la novel·la de Honoré d'Urfé. Vegeu Henri Coulet, «La Nouvelle Astrée de l'abbé de Choisy», Annie Rivara, Antony McKenna (dir.), Le Roman des années trente : la génération de Prévost et de Marivaux, Institut Claude Longeon, Université de Saint-Étienne, 1998, 167 pàgs, p. 7 ISBN 978-2-86272-124-8.
- Histoire de l’Église, París, Jean-Baptiste Coignard, Antoine Dezallier & Christophe David, 1703-1723, 11 vol.
- Mémoires pour servir à l'histoire de Louis XIV, par feu M. l'abbé de Choisy, edició i prefaci de François-Denis Camusat, Utrecht, Van de Water ; Amsterdam, Jean-Frédéric Bernard i N. Étienne Lucas, 1727 ; reed. presentada i anotada per Georges Mongrédien, Mercure de France, 1966, 1983, 412 pàgs, ISBN 978-2-71520-149-1.
- Mémoires de Madame la comtesse des Barres, à madame la marquise de Lambert, Brussel·les, François Poppens, 1736 ; reeditada amb el títol Aventures de l’abbé de Choisy habillé en femme el 1862; reeditada amb el títol ’Aventures de l’abbé de Choisy déguisé en femme el 1923; reeditada amb el títol Mémoires de l’abbé de Choisy habillé en femme, com a continuació de Mémoires pour servir à l'histoire de Louis xiv, col·lecció «Le Temps retrouvé» núm. 7, Mercure de France, 1966), ISBN 978-2-71520-149-1.